# Parc national Isla Magdalena
Le parc national Isla Magdalena (en espagnol : Parque nacional Isla Magdalena) est un parc national de 1 576 km2 situé autour de l'île Magdalena, en Patagonie, au Chili. Il fut créé en 1967 en tant que réserve forestière et devint parc national en 1983.
Parmi les lieux d'intérêt, on peut citer Puerto Gaviota au sud du parc national. Outre l'île Atilio au nord, le parc comprend un nombre important d'îles plus petites. Le point culminant de l'île est le volcan Mentolat avec 1 660 m.
Le parc national se caractérise par sa variété d'oiseaux marins comme les manchots et les cormorans ainsi que par sa végétation de la zone influencée par un climat subpolaire océanique. C'est un climat froid et humide mais non polaire. La moyenne annuelle des températures est autour de 6 à 8 °C et les précipitations atteignent environ 4 000 mm par an.
On n'accède au parc que par la mer grâce aux ports de Puerto Cisnes ou Puerto Puyuhuapi. Sur l'île, les infrastructures sont inexistantes.